# Ian McCulloch
Ian Stephen McCulloch (5 de mayo de 1959) es un cantante inglés, nacido en Liverpool y conocido por ser el líder de la banda de rock Echo & the Bunnymen.

## Carrera

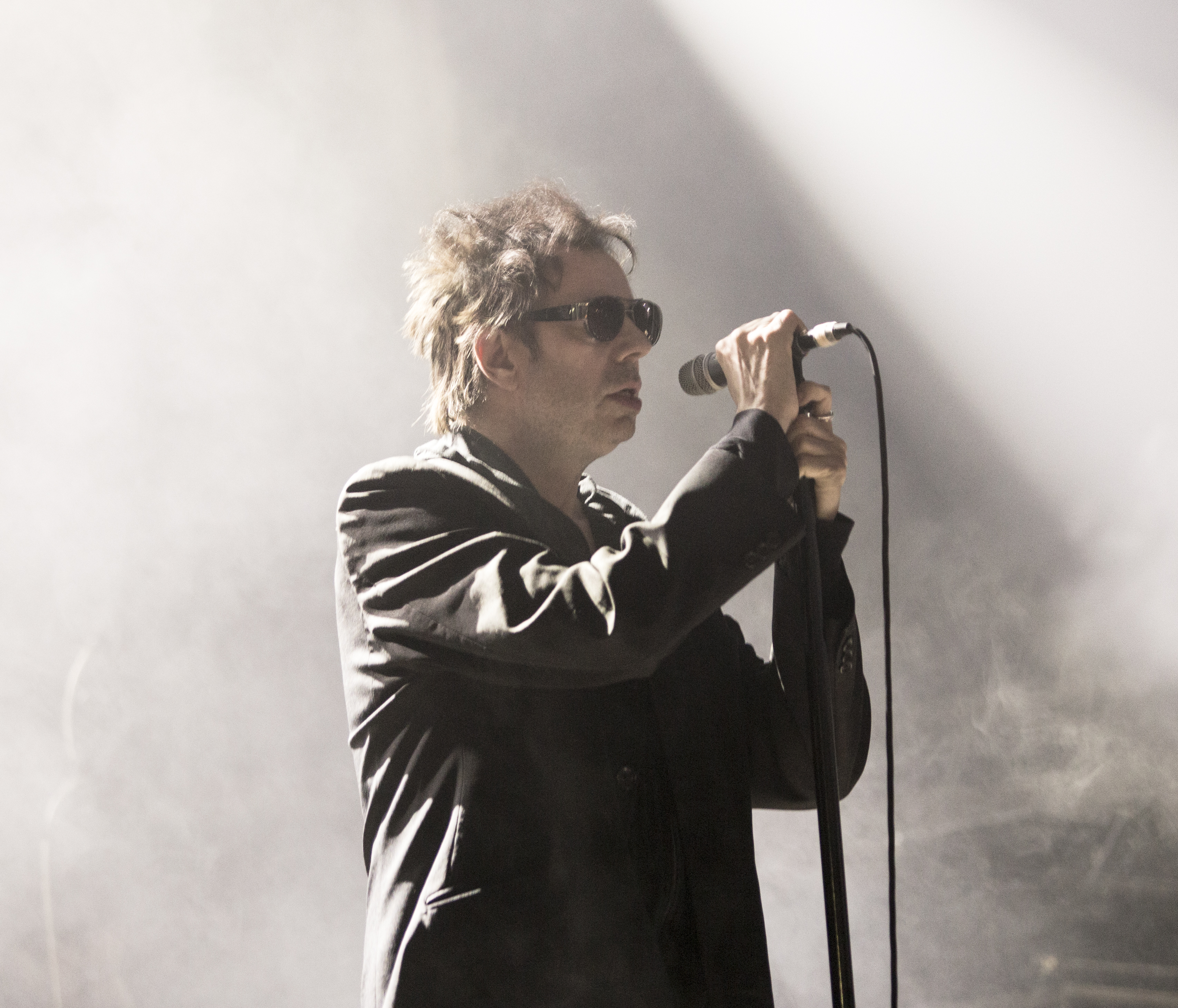
Ian McCulloch actuando con su banda Echo & the Bunnymen en el Festival Internacional de Benicasim 2016

McCulloch empezó como cantante y compositor en Crucial Three, una de las muchas bandas locales que frecuentaban en Liverpool el club Eric's a finales de los años 1970. Otros dos miembros eran Julian Cope, que posteriormente fueron parte de The Teardrop Explodes y Pete Wylie quien formó Wah!.
En 1978 McCulloch fundó Echo & the Bunnymen con Will Sergeant (guitarra), Les Pattinson (bajo) y una Caja de ritmos (coloquialmente llamada 'Echo'), debutando en el club Eric's ese mismo año. En 1979 los Bunnymen reemplazaron a 'Echo' por el batería Pete de Freitas. Con la formación consolidada, los Bunnymen disfrutaron de buenas críticas a finales de los años 70 y principios de los 80, culminando con el lanzamiento de Ocean Rain en 1984. A finales de los años 80, McCulloch abandonó la formación para proseguir su carrera en solitario, mientras que los restantes miembros cesaron su actividad temporalmente. Cuando los Bunnymen decidieron continuar, usando el nombre 'Echo and the Bunnymen' con el nuevo cantante Noel Burke, la ruptura con McCulloch fue total, refiriéndose él mismo a sus antiguos compañeros como "Echo & the Bogusmen".  
En 1990 McCulloch alcanzó un modesto éxito con Candleland el cual reflejaba una visión más madura del mundo, siendo tributo a las muertes recientes de su propio padre y el de Pete de Freitas. El citado disco contiene dos sencillos, "Proud To Fall" (número 1 durante 4 semanas) y "Faith and Healing". Publicó Mysterio en 1992 y abandonó la escena pública para dedicarse de pleno a su familia.
En 1993 McCulloch reanudó la actividad en compañía de Johnny Marr de The Smiths, escribiendo un álbum con notable material y que generó expectación por la colaboración de dos reconocidos músicos. Cuando se sugirió que Will Sergeant colaborara en los nuevos temas, las cintas aparentemente fueron robadas de la furgoneta de reparto, con lo que Sergeant finalmente no pudo ofrecer su colaboración. 
La relación entre McCulloch y Sergeant mejoró, permitiendo la creación de Electrafixion en 1994, provocando un acercamiento a un estilo más rock. La banda recibió encendidas críticas de sus actuaciones en vivo y lanzó el disco Burned, bien recibido por la prensa pero con poco éxito en las listas. La banda empezó a intercalar temas propios y de Echo & the Bunnymen, en 1997 se reunieron de nuevo, lanzando el álum Evergreen alcanzando tanto buenas críticas como éxito comercial. Los nuevos Bunnymen han lanzado desde entonces cuatro discos con buenas críticas en general, el más reciente The Fountain a finales de 2009.
McCulloch cita a Lou Reed, Iggy Pop, The Doors, Leonard Cohen y - en particular - David Bowie, como sus máximas influencias.
En la cima de la popularidad de los Bunnymen, McCulloch se ganó el sobrenombre de "Mac the Mouth" (Mac el Bocas) debido a su inclinación a criticar ingeniosamente a otros artistas que él consideraba inferiores, a la vez que proclamaba la superioridad  de los Bunnymen. Alguno de sus objetivos fueron Bono de U2, Julian Cope, Paul Weller o Nick Cave.
En 1998, McCulloch junto a las Spice Girls, Tommy Scott de Space y Simon Fowler de Ocean Colour Scene bajo el nombre de "England United" grabaron "Top Of The World", la canción oficial de la selección de fútbol de Inglaterra para el Mundial de Fútbol de 1998, aunque no funcionó tan bien como la reedición del tema "Three Lions". Disfrutó de cierto éxito trabajando como productor asociado de Coldplay. McCulloch es seguidor del FC Liverpool. En 2006, participó en la grabación del himno del Liverpool con los Bootroom Allstars, una versión de la canción de Johnny Cash, "Ring of Fire".
En 2003 McCulloch lanzó su tercer disco, Slideling, en 2010 colaboró en la canción "Some kind of nothingness" del álbum Postcards from a young man de Manic Street Preachers, apareciendo igualmente en el videoclip.

## Vida personal
McCulloch creció en Norris Green, un barrio de Liverpool. La calle donde vivió, Parthenon Drive, es el título de una canción incluida en Siberia. Fue a la escuela de Alsop High School.[cita requerida]
En 1983 McCulloch se casó con Lorraine Fox. Tienen dos hijas, Candy y Mimi. La pareja se separó en 2003.

## Discografía en solitario

### Álbumes
- Candleland, 1989 - UK #18[1]
- Mysterio, 1992 - UK #46[1]
- Slideling, 2003
- Pro Patria Mori, 2012.

### Sencillos
| Año  | Sencillo            | Posición                  | Posición                             | Posición         | Álbum      |
| Año  | Sencillo            | EE. UU. Billboard Hot 100 | U.S. [ern Rock Tracks\|Modern Rock]] | UK Singles Chart | Álbum      |
| ---- | ------------------- | ------------------------- | ------------------------------------ | ---------------- | ---------- |
| 1989 | "September Song"    | —                         | —                                    | 51               |            |
| 1989 | "Proud to Fall"     | —                         | 1                                    | 51               | Candleland |
| 1990 | "Faith and Healing" | —                         | 10                                   | —                | Candleland |
| 1990 | "Candleland"        | —                         | —                                    | 75               | Candleland |
| 1992 | "Honeydrip"         | —                         | 6                                    | —                | Mysterio   |
| 1992 | "Lover Lover Lover" | —                         | 9                                    | 47               | Mysterio   |
| 1992 | "Dug for Love"      | —                         | —                                    | —                | Mysterio   |
| 2003 | "Sliding"           | —                         | —                                    | 61               | Slideling  |